# Paul Accola
Paul Accola (Davos, 20 februari 1967) is een Zwitsers voormalig alpineskiër. Hij nam vijf keer deel aan de Olympische Winterspelen en won hierbij 1 bronzen medaille. 

## Carrière
Accola maakte zijn wereldbekerdebuut op 17 januari 1988 tijdens de slalom in het Oostenrijkse Bad Kleinkirchheim. Amper een maand later nam Accola een eerste keer deel aan de Olympische Winterspelen. In Calgary behaalde Accola de bronzen medaille op de Olympische combinatie, achter de Oostenrijkers Hubert Strolz en Bernhard Gstrein. Tijdens de Wereldkampioenschappen alpineskiën 1989 in Vail behaalde Accola de zilveren medaille op diezelfde combinatie, waar hij enkel Marc Girardelli moest voorlaten. Op de slalom eindigde Accola 4e.
Zijn meest succesvolle seizoen in de wereldbeker was het seizoen 1991/1992. Accola behaalde dat seizoen 7 overwinningen in de wereldbeker waardoor hij ook eindwinnaar was van de algemene wereldbeker en de eindstanden in de super G en de combinatie. Na dit succesvolle seizoen slaagde Accola er nooit nog in om een wereldbekerwedstrijd te winnen.
In 1992 nam hij deel aan de Olympische Winterspelen in Albertville. Als beste resultaat liet hij een 4e plaats in de reuzenslalom optekenen. Accola nam ook deel aan de Olympische Winterspelen van 1994, 1998 en 2002, maar behaalde geen medailles meer. Zowel op de Wereldkampioenschappen alpineskiën 1999 als die van 2001 behaalde Accola een bronzen medaille op de combinatie.

## Resultaten

### Wereldkampioenschappen
| Jaar | Plaats                 | Resultaten                                                           |
| ---- | ---------------------- | -------------------------------------------------------------------- |
| 1989 | Vail (Colorado)        | Combinatie · 4e Slalom                                               |
| 1991 | Saalbach-Hinterglemm   | 4e Combinatie 11e Slalom                                             |
| 1993 | Morioka                | 5e Slalom                                                            |
| 1996 | Sierra Nevada          | 11e Combinatie 13e Reuzenslalom                                      |
| 1997 | Sestriere              | 5e Reuzenslalom 6e Combinatie 18e Slalom                             |
| 1999 | Vail-Beaver Creek      | Combinatie · 4e Reuzenslalom · 5e Super G · 9e Slalom · 16e Afdaling |
| 2001 | Sankt Anton am Arlberg | Combinatie · 8e Reuzenslalom · 13e Super G                           |

### Olympische Spelen
| Jaar | Plaats         | Resultaten                                                        |
| ---- | -------------- | ----------------------------------------------------------------- |
| 1988 | Calgary        | Combinatie · DSQ Slalom                                           |
| 1992 | Albertville    | 4e Reuzenslalom 6e Slalom 10e Super G 21e Combinatie DNF Afdaling |
| 1994 | Lillehammer    | 6e Combinatie 14e Super G 17e Slalom 19e Reuzenslalom             |
| 1998 | Nagano         | 7e Reuzenslalom 18e Slalom 18e Super G DNF2 Combinatie            |
| 2002 | Salt Lake City | 6e Combinatie 10e Super G                                         |

### Wereldbeker
Eindklasseringen
| Seizoen   | Algm | AD  | SL     | RS    | SG   | SC     |
| --------- | ---- | --- | ------ | ----- | ---- | ------ |
| 1987/1988 | 86e  | -   | 34e    | -     | -    | -      |
| 1988/1989 | 20e  | -   | 14e    | -     | -    | 4e     |
| 1989/1990 | 11e  | -   | 10e    | -     | 20e  | Zilver |
| 1990/1991 | 8e   | -   | 7e     | 15e   | 12e  | 4e     |
| 1991/1992 | Goud | 34e | Zilver | Brons | Goud | Goud   |
| 1992/1993 | 18e  | 56e | 23e    | 8e    | 17e  | -      |
| 1993/1994 | 59e  | -   | 28e    | 37e   | 31e  | -      |
| 1994/1995 | 49e  | -   | -      | 20e   | 39e  | 9e     |
| 1995/1996 | 37e  | 57e | -      | 15e   | 41e  | 11e    |
| 1996/1997 | 22e  | 36e | 40e    | 14e   | 20e  | 4e     |
| 1997/1998 | 17e  | 44e | 37e    | 12e   | 10e  | 5e     |
| 1998/1999 | 13e  | 40e | 26e    | 13e   | 15e  | 6e     |
| 1999/2000 | 14e  | 26e | 35e    | 13e   | 15e  | 4e     |
| 2000/2001 | 27e  | 26e | -      | 19e   | 24e  | 5e     |
| 2001/2002 | 46e  | 39e | -      | 50e   | 14e  | 8e     |
| 2002/2003 | -    | -   | -      | -     | -    | -      |
| 2003/2004 | 51e  | 24e | -      | -     | 22e  | -      |
| 2004/2005 | 92e  | 39e | -      | -     | 51e  | 21e    |

Wereldbekerzeges (7)
| Datum            | Plaats                 | Onderdeel    |
| ---------------- | ---------------------- | ------------ |
| 29 november 1991 | Breckenridge           | Reuzenslalom |
| 30 november 1991 | Breckenridge           | Slalom       |
| 13 januari 1992  | Garmisch-Partenkirchen | Combinatie   |
| 19 januari 1992  | Kitzbühel              | Combinatie   |
| 26 januari 1992  | Wengen                 | Combinatie   |
| 1 februari 1992  | Megève                 | Super G      |
| 1 maart 1992     | Morioka                | Super G      |